# 칸나비노이드

엔도칸나비노이드의 역행하는 신호

칸나비노이드(영어: cannabinoid)는 다양한 화합물의 한 종류로 칸나비노이드 수용체를 활성화시킨다. 칸나비노이드는 사람과 동물에서 자연스럽게 합성되는 엔도칸나비노이드(endocannabinoid)가 포함되어있다. 식물성 칸나비노이드(phytocannabinoids)는 대마초(cannabis)와 다른 식물에서 발견된다. 가장 주목할만한 칸나비노이드는 phytocannabinoid ∆9-tetrahydrocannabinol (THC)이다. 이것은 대마초의 주요한 정신적인 화합물이다. 그러나, 칸나비노이드의 다른 다양한 효과들도 있다.
합성 칸나비노이드는 다양한 화학적 분류를 포함한다. 전통적인 칸나비노이드는 구조적으로 THC와 연관이 되어있다. 비전통적인 칸나비노이드(cannabimimetics)는 aminoalkylindole, 1,5-diarylpyrazoles, quinoline, 그리고 arylsulphonamides, eicosanoid를 포함한다. 이것들은 엔도칸나바노이드(endocannabinoids)와 연관되어있다.

## 같이 보기
- 벤조디아제핀